# Morelle faux jasmin
Solanum laxum
Espèce
Classification phylogénétique
La morelle faux jasmin (Solanum laxum, historiquement connue comme Solanum jasminoïdes) est une plante grimpante sarmenteuse, de la famille des Solanacées, originaire d'Amérique du Sud.
Elle est cultivée comme plante ornementale.
Son feuillage est semi-persistant

## Description
Cette plante grimpante, inerme (sans épines), se développe très rapidement. Elle forme des rameaux de 2 à 8 m de long portant un feuillage semi-persistant à persistant suivant le climat.
Les feuilles sont simples, ovales-lancéolées, de 3-8 × 1,5-3 cm, glabres.
Les inflorescences sont des cymes paniculées portant des fleurs bleu clair à blanc.
La floraison s'étale de juin à novembre.
Le fruit est une baie de 5 mm de diamètre, noire et toxique.

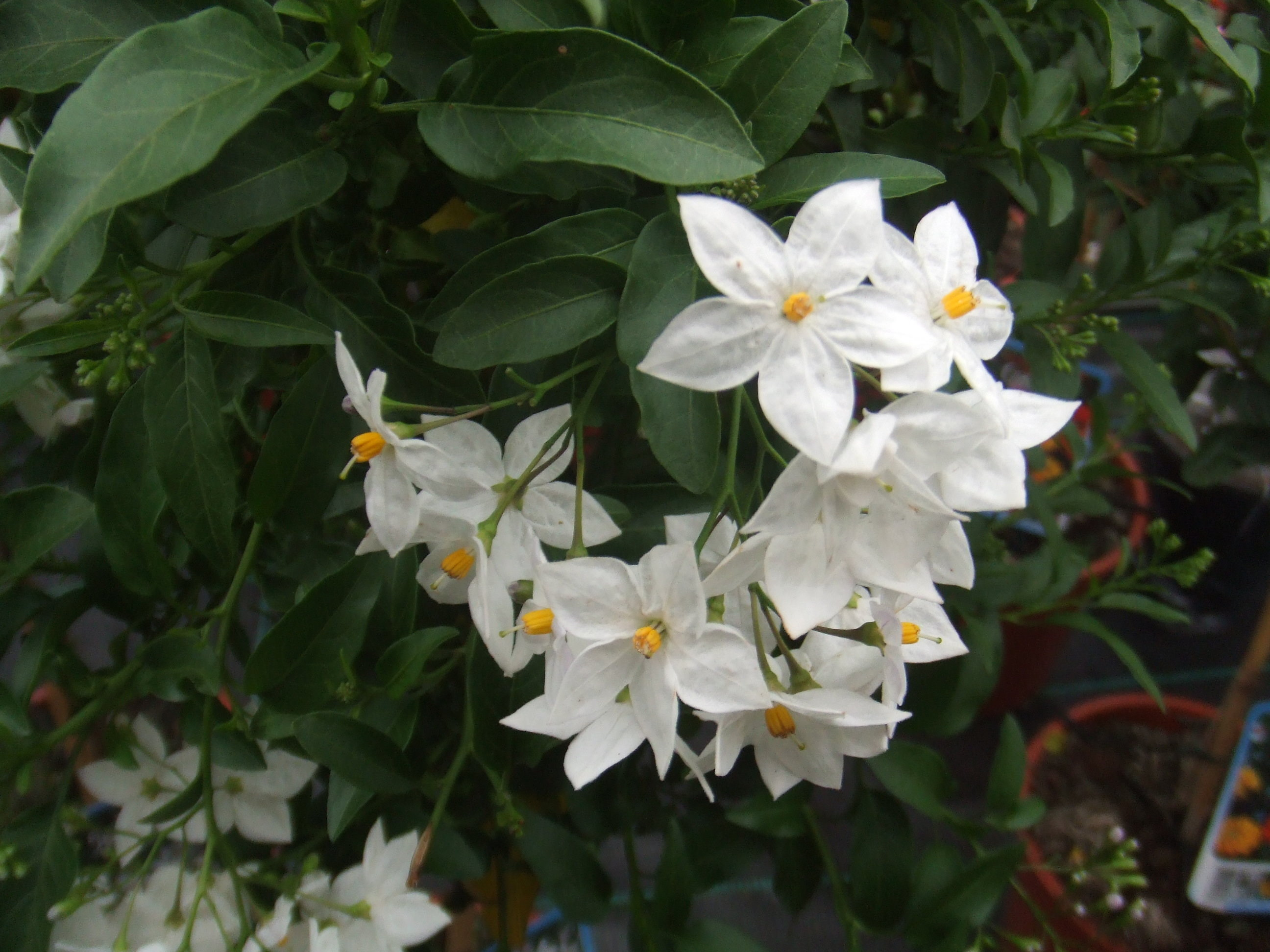
Fleurs
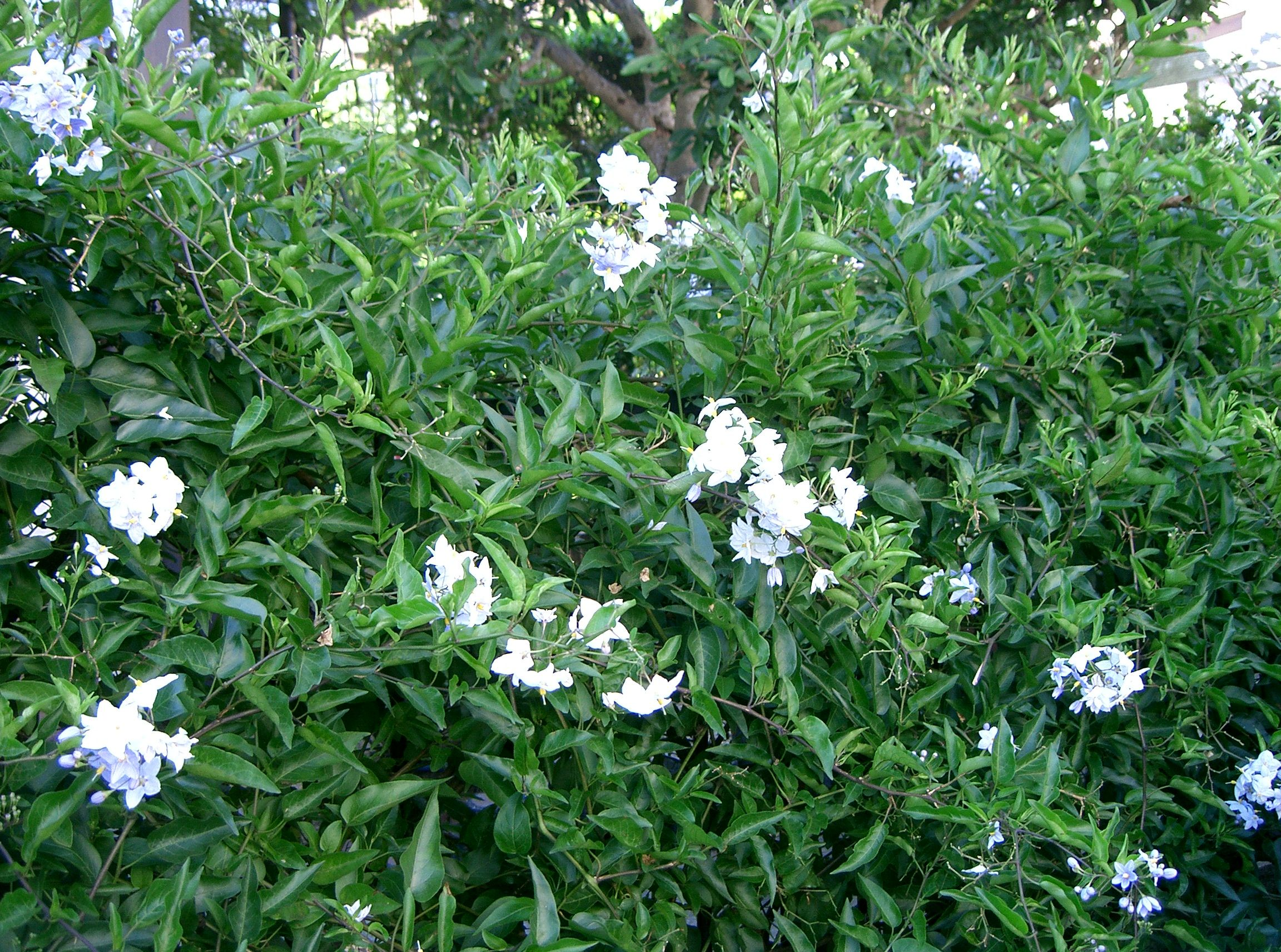
S. jasminoides

## Écologie
La Morelle faux jasmin est originaire d'Amérique du Sud (Brésil, Argentine, Équateur, Paraguay, Uruguay).

## Utilisation
Cette liane à floraison généreuse est utilisée dans les jardins pour couvrir les treillages ou les pergolas.  Sa croissante rapide en fait une plante rapidement envahissante. Elle se cultive facilement en extérieur dans les régions tempérées à climat doux. Elle supporte -8 °C. On la multiplie par bouturage en été. Les fruits sont toxiques.
2n=24.

## Synonymie
- Solanum boerhaaviifolium Sendt.
- Solanum boerhaaviifolium var. calvum C.V.Morton
- Solanum dietrichiae Domin
- Solanum jasminoides Paxton
- Solanum jasminoides var. boerhaaviifolium Kuntze (Sendt.)
- Solanum jasminoides subvar. glaberrimum Kuntze
- Solanum jasminoides var. normale Kuntze
- Solanum jasminoides subvar. pilosum Kuntze
- Solanum jasminoides subvar. pubinerve Kuntze
- Solanum triphyllum Vell.